# Furth an der Triesting
Pour les articles homonymes, voir Furth.
Furth an der Triesting est une commune autrichienne du district de Baden en Basse-Autriche.